# Newberry (Florida)
Newberry ist eine Stadt im Alachua County im US-Bundesstaat Florida. Das U.S. Census Bureau hat bei der Volkszählung 2020 eine Einwohnerzahl von 7.345 ermittelt.

## Geographie
Newberry liegt rund 20 Kilometer westlich von Gainesville und 130 Kilometer südwestlich von Jacksonville.

## Geschichte
Die Gründung Newberrys erfolgte im Jahr 1895. Eine Bahnstrecke wurde 1899 durch die Jacksonville and Southwestern Railway von Jacksonville nach Newberry erbaut. Nachdem das Unternehmen 1904 von der Atlantic Coast Line Railroad übernommen wurde, verlängerte diese die Strecke 1907 bis Wilcox und 1909 bis nach Perry.

## Demographische Daten
Laut der Volkszählung 2010 verteilten sich die damaligen 4950 Einwohner auf 2068 Haushalte. Die Bevölkerungsdichte lag bei 42,6 Einw./km². 79,6 % der Bevölkerung bezeichneten sich als Weiße, 14,4 % als Afroamerikaner, 0,2 % als Indianer und 1,4 % als Asian Americans. 2,0 % gaben die Angehörigkeit zu einer anderen Ethnie und 2,3 % zu mehreren Ethnien an. 7,2 % der Bevölkerung bestand aus Hispanics oder Latinos.
Im Jahr 2010 lebten in 37,4 % aller Haushalte Kinder unter 18 Jahren sowie 22,3 % aller Haushalte Personen mit mindestens 65 Jahren. 73,4 % der Haushalte waren Familienhaushalte (bestehend aus verheirateten Paaren mit oder ohne Nachkommen bzw. einem Elternteil mit Nachkomme). Die durchschnittliche Größe eines Haushalts lag bei 2,63 Personen und die durchschnittliche Familiengröße bei 3,07 Personen.
28,1 % der Bevölkerung waren jünger als 20 Jahre, 27,2 % waren 20 bis 39 Jahre alt, 27,5 % waren 40 bis 59 Jahre alt und 17,2 % waren mindestens 60 Jahre alt. Das mittlere Alter betrug 37 Jahre. 47,5 % der Bevölkerung waren männlich und 52,5 % weiblich.
Das durchschnittliche Jahreseinkommen lag bei 49.623 $, dabei lebten 18,4 % der Bevölkerung unter der Armutsgrenze.
Im Jahr 2000 war Englisch die Muttersprache von 96,07 % der Bevölkerung, spanisch sprachen 3,30 % und 0,63 % sprachen deutsch.

## Sehenswürdigkeiten
Die Dudley Farm und das Newberry Historic District sind im National Register of Historic Places gelistet.

## Verkehr
Newberry wird von den U.S. Highways 27 und 41 sowie von der Florida State Road 26 durchquert.
Der nächste Flughafen ist der 30 Kilometer östlich gelegene Gainesville Regional Airport.